# 타웅 아이
타웅 아이(Taung Child)는 레이먼드 다트가 1924년 남아프리카 공화국 노스웨스트주 타웅(Taung)에서 처음 발견한 유인원 머리뼈이다. 이 화석은 오스트랄로피테쿠스 아프리카누스의 화석이며 처음 발견된 인간의 조상 화석이다. 현재 비트바테르스란트 대학교가 소장하고 있다.
고인류학자 리 버거(Lee Berger)는 타웅 아이가 독수리 등의 맹금류에게 죽었을 것으로 추측하는데, 이는 화석의 안구에 난 손상이 현대 독수리가 현대 원숭이의 눈을 잡아뜯을 때 나는 자국과 유사하기 때문이다. 타웅 아이는 약 250만 년이 흐른 뒤에 오스트랄로피테쿠스 아프리카누스(Australopithecus africanus)의 모식 표본이 된다.

## 같이 보기
- 화석 인류